# Antje Ippensen
Antje Ippensen (* 18. Februar 1965 in Oldenburg) ist eine deutsche Schriftstellerin.

## Biographie
Antje Ippensen lebt seit 1985 in Mannheim.
Sie absolvierte zunächst eine Ausbildung zur Europasekretärin und arbeitete auch in dem Beruf, ehe sie mehrere Semester lang Literatur- und Sprachwissenschaft sowie Politik und Philosophie studierte.
Seit 2008 ist Antje Ippensen mitverantwortlich für die Fortsetzung der Mitte der 1990er Jahre begonnenen Dark-Fantasy-Saga um Ben Corrigan. 2011 erschien bereits das 6. Paperback der Saga „CORRIGAN: Zeitstrom“.
2009 erzielte Antje Ippensen den 3. Platz des vom TCE ausgeschriebenen „Peter Terrid-Gedächtniswettbewerb“ (Perry Rhodan) mit ihrer Geschichte „Fremder als ein Traum“
Weitere Auszeichnungen: 2. Preis des PEN-Clubs Liechtenstein 1991, FDA Preis für eine phantastische Kurzgeschichte 1998, Bestes Gedicht der Stadt Mannheim, ausgewählt vom Kultusministerium Baden-Württemberg 1999 mit dem Beitrag („Orte für Worte“).
2006 wurde die SF-Kurzgeschichte „Alles wandelt sich“ (erschienen im Wurdack-Verlag in der Anthologie „Überschuss“) für den Kurd-Laßwitz-Preis nominiert und erreichte Platz 9.
Seit Ende 2007 Erotikveröffentlichungen, z. B. im Charon Verlag:„Böse Geschichten“ Nr. 21 und 25.
Antje Ippensen ist Mitglied des Freien Deutschen Autorenverbandes Baden-Württemberg.

## Werke (Auswahl)
- „Der Satz“ (Horrorkurzstory) in: „Pfade ins Phantastische / Fantasia 100“, 1996, ISBN 3-924443-83-1
- „Der Orden des Feuers“ und „Wildnis – Blut in den Flammen“ (2 Novellen) in der Anthologie „Die Handgranate Gottes“, erschienen im BLITZ-Verlag, 1999, ISBN 3-932171-52-7
- „Der 24. Buchstabe“, Basilisk-Verlag, 2001, ISBN 3-935706-01-4
- „Meister der Lügen“ (David Murphy Reihe), mg-Verlag, 2001, ISBN 3-931164-01-2
- „Angst über Sylt“ (Larry Brent Reihe), BLITZ-Verlag, 2002 (zusammen mit Margret Schwekendiek), ISBN 3-932171-87-X;
- „Kloster des Grauens“ (Larry Brent-Reihe), BLITZ-Verlag, 2005 (zusammen mit Margret Schwekendiek); sowie „Insel des Verderbens“ und „Luzifers Gitarre“, BLITZ-Verlag 2005,
- „Spur ins Parakon“, (Serie Titan Nr. 18), BLITZ-Verlag, 2005 (zusammen mit Margret Schwekendiek) ISBN 978-3-89840-108-1
- „Corrigan 4 : Der Dunkle Herrscher - Metamorphose-“, mg-Verlag, 2008 (Reihe CORRIGAN) (zus. mit Worst, Munsonius) ISBN 978-3-931164-27-0
- „Corrigan 5 : Der dunkle Herrscher - Erbarmungslos-“, mg-Verlag, 2010 (zusammen mit Worst, Stulgies, Munsonius) ISBN 978-3-931164-27-0
- „Corrigan 6 : Zeitenstrom“, mg-Verlag, 2010 (zusammen mit Marten Munsonius & A. Worst) ISBN 3-931164-24-1
- „Fesselndes Geheimnis“, Verlag Elysion Books, 2010,  ISBN 978-3-942602-03-7
- „Just married - with a Personal Demon“, (1 Erotiknovelle) Fabylon Verlag, 2011, ISBN 978-3-927071-39-1
- „Zartviolettes Glück“, Achterverlag, 2011, (1 Novelle in Anthologie) ISBN 978-3-9814562-1-9
- „Sherlock Holmes, Das ungelöste Rätsel“, Voodoo Press (1 Kurzgeschichte), 2011, ISBN 978-3-902802-05-7
- „Murphy und die Verdammten“, (Dämonenjäger Murphy Reihe), Verlag CassiopeiaPress, 2012 (zusammen mit Ann Murdoch & H.Rohmer)
- „Blut in Flammen“, (Dämonenjäger Murphy Reihe), Verlag CassiopeiaPress, 2012
- „Jünger der Dämonen“, (Dämonenjäger Murphy Reihe), Verlag CassiopeiaPress, 2012 (mit Markus Kastenholz & H.Rohmer)
- „Orden des Feuers“, (Dämonenjäger Murphy Reihe), Verlag CassiopeiaPress, 2012
- „Iceheart“, (Armageddon Zone - Saga), Verlag CassiopeiaPress, 2012 (mit Marten Munsonius)
- „Blutige Worte, tiefblau“, (Horrorstorys), Edition Bärenklau, 2012
- „Zerfetzt“, (Violent Earth-Saga), Edition CassiopeiaPress, 2014